# Mario Lizzero
Mario Andrea Alberto Lizzero detto Andrea (Mortegliano, 28 giugno 1913 – Udine, 11 dicembre 1994) è stato un politico, partigiano e antifascista italiano, Segretario della Federazione del PCI di Venezia e del Friuli-Venezia Giulia, Deputato del PCI dal 1963 al 1976.

## Biografia

### Antifascismo
Nel 1933, giovane dirigente del PCdI, fu arrestato e condannato dal Tribunale Speciale Fascista a sei anni di prigione. Scontò solo quattro anni di prigione perché nel 1937 usufruì di una amnistia.

### Attività militari
Contro il parere dei dirigenti del suo partito, il PCI, operò per la costituzione di reparti armati contro il nazifascismo già alla fine del 1942: prese contatti con i partigiani sloveni e nel marzo del 1943, all'epoca dei grandi scioperi nelle fabbriche del nord Italia, costituì la prima formazione partigiana, un distaccamento militare italiano nella parte orientale del Friuli. Nel settembre 1943 partecipò alla formazione del battaglione che diventò la Brigata Garibaldi Friuli, la prima in assoluto tra tutte, della quale divenne il commissario politico con il nome di "Andrea".
Con lui la brigata Garibaldi Friuli superò i rastrellamenti nazisti dell'inverno 1943-1944 spostandosi tra la Carnia e le Prealpi Carniche. Sotto il comando di Lino Zocchi, triestino, già combattente nelle brigate internazionali nella guerra di Spagna, la brigata diventò la divisione Garibaldi Friuli con tre brigate operative, oltre alle due zone originarie anche una nel Medio Friuli.
Lizzero partecipò attivamente tra il 26 settembre e il 10 ottobre 1944 alla Repubblica libera della Carnia.

### Ideologia partigiana
Lizzero fu tra i pochi dirigenti del PCI del Friuli che si schierò:
- per l'unità delle formazioni partigiane e operò per l'unità d'azione tra le Brigate Osoppo e le Brigate Garibaldi, partecipando alla creazione dei comandi unitari nelle Divisioni Garibaldi-Osoppo;
- per un ruolo autonomo dei partigiani italiani nella zona di confine con la Slovenia e contro lo spostamento, al di là dell'Isonzo, della divisione Garibaldi Natisone, agli ordini del IX Corpus Sloveno della Esercito Popolare di Liberazione della Jugoslavia. Spostamento "imposto" dal dirigente nazionale del PCI Aldo Lampredi, in attuazione degli ambigui accordi sul futuro dei confini orientali dell'Italia, definiti il 17 ottobre 1944 a Bari tra Palmiro Togliatti e i rappresentanti di Tito: Edvard Kardelj e Milovan Đilas e, quando fu deciso di spostare circa 1500 garibaldini e il loro comando nella zona di Circhina, nell'attuale Slovenia, Lizzero dichiarò a Lampredi:

(Mario Lizzero)
- per il rinvio del contenzioso relativo alla definizione dei nuovi confini territoriali italo-jugoslavi alla fine della guerra. In questo senso aveva già preso diversi accordi già nell'autunno del 1943 con i dirigenti sloveni ma vennero sconfessati dalla nuova situazione internazionale che si creò verso la fine delle ostilità militari.

### Attività nel dopoguerra
Nel dopoguerra fu un dirigente politico del PCI: segretario della federazione di Venezia; membro del Comitato Centrale; segretario per la Regione Friuli-Venezia Giulia; deputato nella IV, V e VI legislatura della Repubblica Italiana, rimase in carica a Montecitorio dal 1963 al 1976.
Fu anche tra i fondatori dell'Associazione Lavoratori Friulani Emigranti e dell'Istituto friulano per la storia del movimento di liberazione.
Morì all'età di 81 anni nel dicembre del 1994.

## Riconoscimenti
Il Comune di Udine ha onorato la figura di Lizzero intitolandogli una strada, laterale del Viale Forze Armate.